# Castelrotto (film)
Castelrotto è un film del 2023 diretto da Damiano Giacomelli.

## Trama
Ottone è un ex cronista e maestro di scuola elementare, che vive in solitudine nell'immaginario comune di Castelrotto sull'Appennino marchigiano. Qui ha una faida con una famiglia di calabresi che vende merce al mercato locale, a causa di un doloroso evento che ha colpito la sua vita e del quale Ottone li ritiene responsabili.
La scomparsa di Rambaldi, un altro venditore ambulante, porta Ottone ad indagare sul fatto insieme all'agente di polizia locale Andrea Petinari e a scrivere articoli giornalistici sull'evento per il sito di notizie dell'ex moglie, che gli manda la stagista Mina per aiutarlo. Ottone tenta però di spostare l'attenzione della polizia sui calabresi per vendicarsi di loro.

## Produzione
Primo lungometraggio non documentaristico del regista Damiano Giacomelli, il film è stato girato nelle Marche a Torchiaro e Macerata.
Castelrotto è stato prodotto dalla YUK! film, casa di produzione di Giacomelli, con la partecipazione di Malfé Film. Il film ha inoltre ricevuto il sostegno economico del Ministero della cultura e della Regione Marche attraverso i fondi europei POR-FESR 14-20.

## Distribuzione
Castelrotto è stato presentato nel 2023 a un evento collaterale dell'80ª Mostra del cinema di Venezia insieme ad altri film marchigiani e successivamente alla 41ª edizione del Torino Film Festival nella sezione "Fuori concorso - La prima volta".
È stato premiato al Sudestival 2024 dalla giuria presieduta dal regista Giorgio Diritti. Ha inoltre partecipato a numerosi festival e rassegne, tra cui Bimbi Belli, diretta da Nanni Moretti.
Il film stato distribuito nelle sale italiane a partire del 10 febbraio 2024.

## Accoglienza
Il film è stato accolto positivamente dalla critica. 
Anton Giulio Mancino su Cineforum scrive: "La dimensione del “crime”, con l’indagine parallela dell’ex cronista Ottone Piersanti, [...] è soltanto la punta dell’iceberg di uno scavo socioculturale, antropologico e linguistico".
Alessandro Amato su Sentieri selvaggi gli dà una valutazione di 3,5 stelle su 5, scrivendo: "Un suggestivo apologo di vendetta caratterizza questo riuscito debutto alla regia valorizzato dalla prova di Giorgio Colangeli, mentre resta un po' in ombra Denise Tantucci".
Flavio De Bernardinis su FilmTv gli dà una valutazione di 7 su 10, scrivendo: "Giallo, ma anche western appenninico, in cui il paesaggio di colline, boschi, polvere, animali, brume e umidità e filmato come di rado capita nel cinema italiano".
Simone Emiliani su Mymovies.it gli dà una valutazione di 3,5 stelle su 5, scrivendo: "Un originale noir di provincia con un'ottima prova di Colangeli ad amplificare la dimensione oscura".